# Pink (schip)

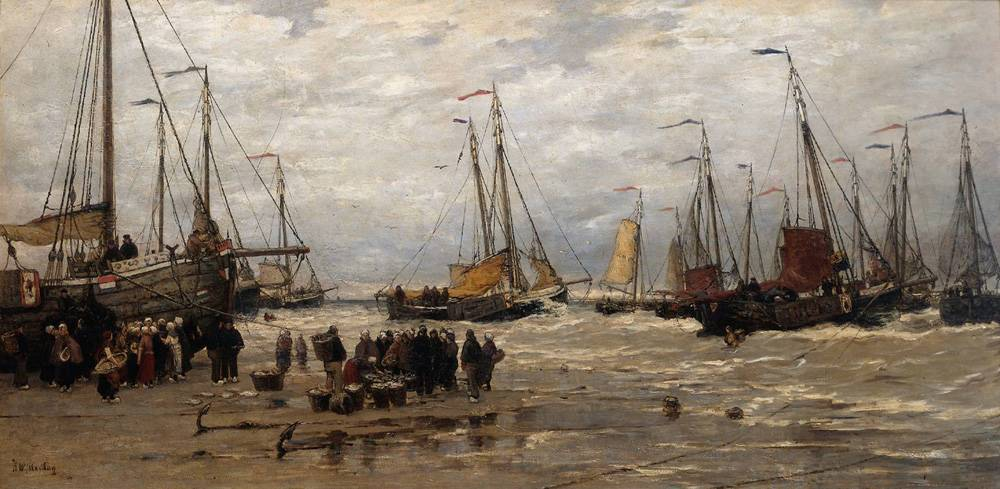
Pinken in de branding, geschilderd door Mesdag

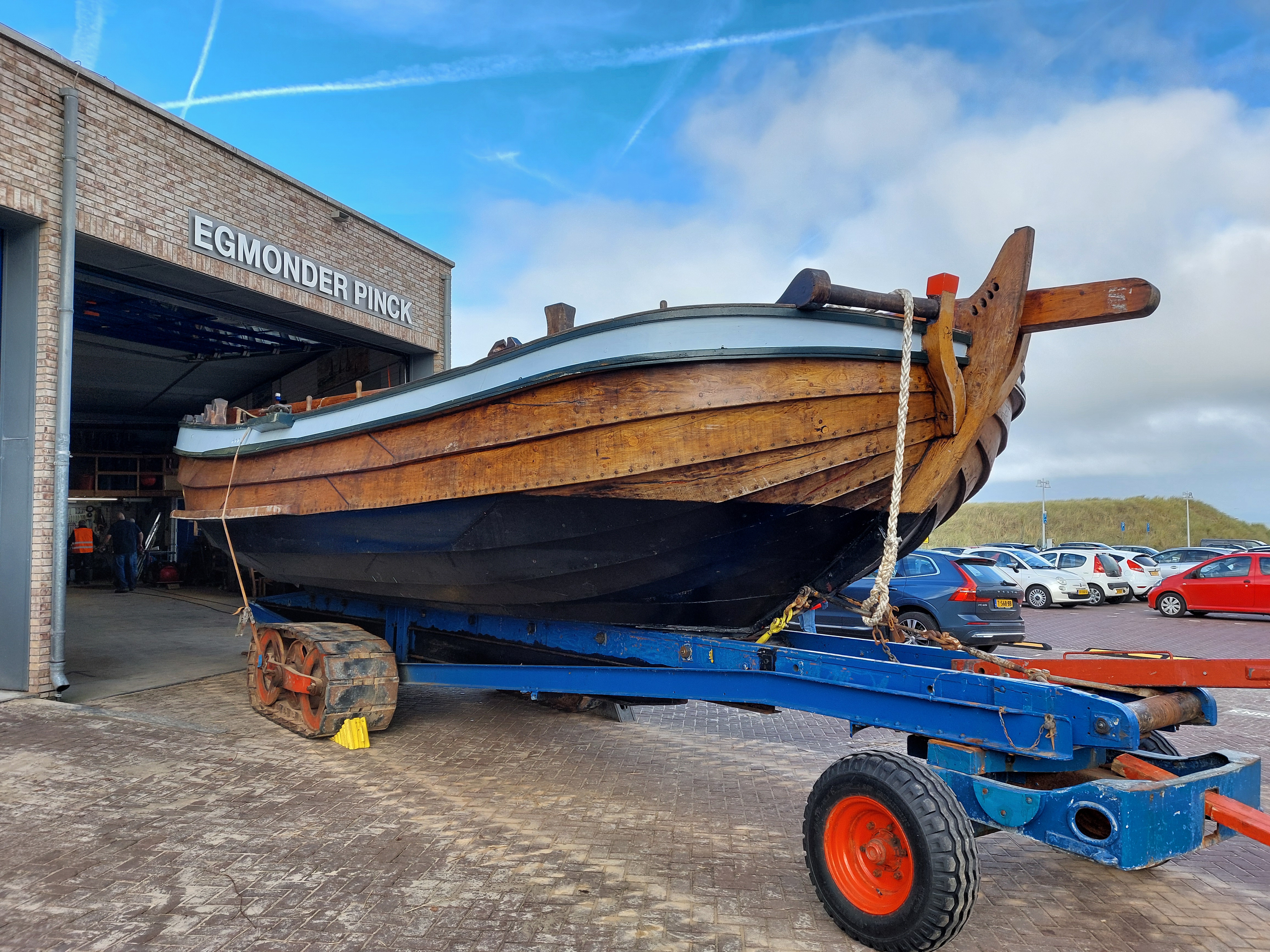
De Egmonder Pinck “Claes Teunisz” in het Maritiem Centrum Egmond aan Zee.

Een pink is een zeilvaartuigje dat in de 17e, 18e en 19e eeuw onder meer in gebruik was bij de zeevissers van de Noordzeekust. Het ging daarbij om een strandvaartuig. Ze kan in dit opzicht worden beschouwd als de voorloper van de bomschuit. Een pink was kleiner en minder platboomd (zie foto) dan een bomschuit; haar vorm was ook minder hoekig.
De pink staat al in het 16e-eeuwse Visboeck van Adriaen Coenen (1514 - 1587) vermeld. De auteur Le Comte geeft in zijn Afbeeldingen van schepen en vaartuigen uit 1831 aan dat enige pinken in zijn jaren ter koopvaardij voeren. Men stapte in de loop van de 19de eeuw af van de bestaande vorm en ging steeds meer over op het grotere, plompere en bredere vaartuig dat in visserskringen vooral 'schuit', maar elders 'bomschuit' of 'bom' werd genoemd.
Het vaartuigje werd langs de Noordzeekust aangetroffen te Ter Heijde, Scheveningen, Katwijk aan Zee, Noordwijk aan Zee, Zandvoort en Egmond aan Zee. De vissersscheepjes werden vanaf het strand in zee gebracht en moesten ook weer op het strand aanlanden.
De visserij met een pink had voornamelijk betrekking op de vangst van platvis en rondvis. Deze werd op het strand aangebracht en daar bij afslag verkocht. Dit had plaats onder stedelijk toezicht.
Tussen 2003 en 2006 is in Egmond aan Zee een nieuwe pink gebouwd, een reconstructie van een Egmonder Pinck uit ca. 1670. Deze is in mei 2007 gedoopt en er wordt nu mee gevaren op bijzondere dagen zoals visserijdagen. Het schip is te bezichtigen naast het boothuis van de KNRM.